# Carl Kau

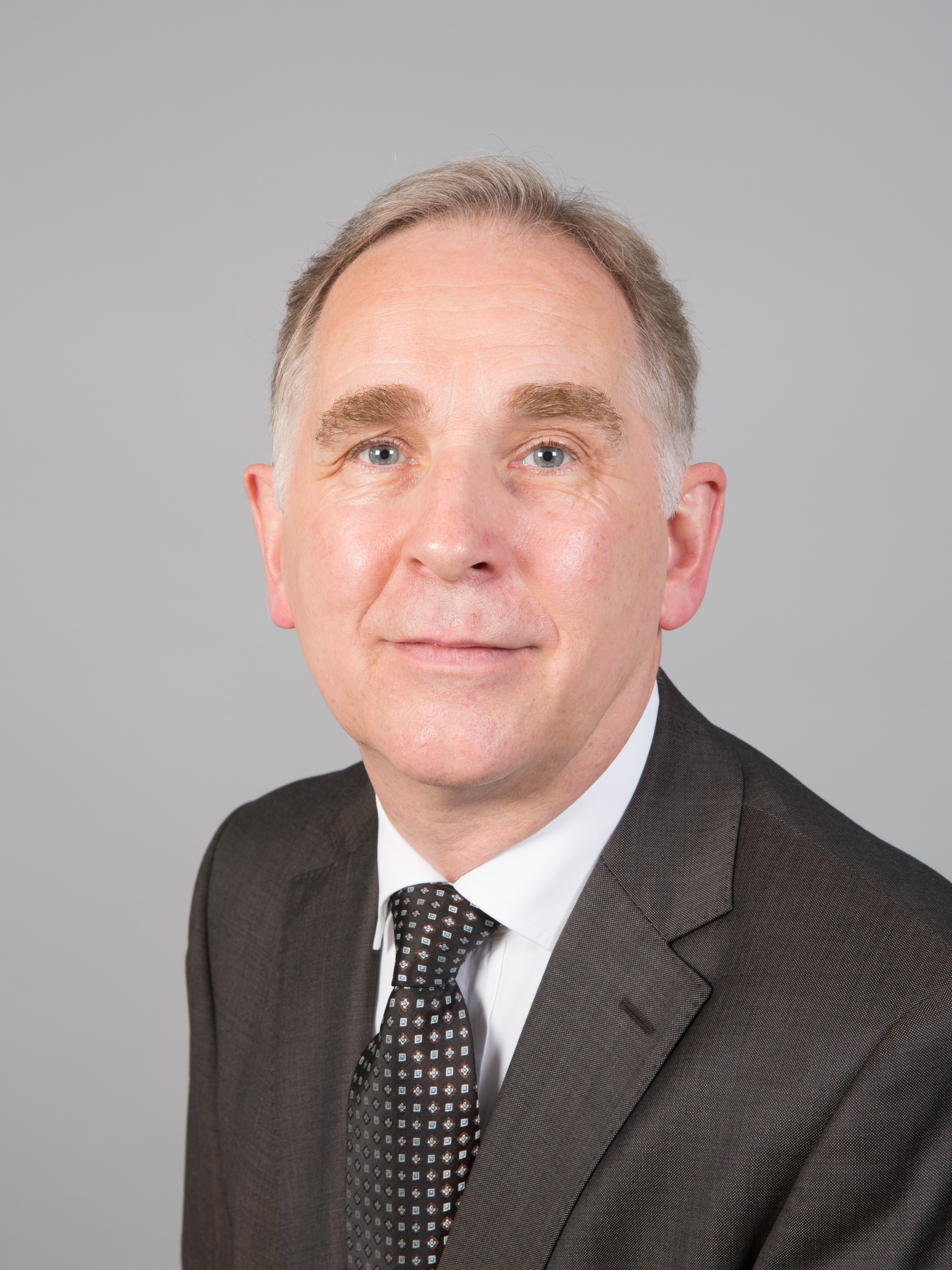
Carl Kau 2014

Carl Daniel Maria Kau (* 24. April 1954 in Köln) ist ein bremischer Politiker (CDU) und war Abgeordneter der Bremischen Bürgerschaft.

## Biografie
Kau besuchte das neusprachliche Gymnasium in Rodenkirchen bei Köln, er engagierte sich in dieser Zeit in der Katholischen Studierenden Jugend. Nach dem Abitur leistete er in einem Kölner Krankenhaus seinen Zivildienst ab. Von 1975 bis 1981 studierte er Rechtswissenschaft. Im Anschluss absolvierte er von 1981 bis 1983 eine Banklehre bei der WGZ-Bank in Düsseldorf. Nach der Lehre ging er bis 1985 in den Referendardienst zum Oberlandesgericht Köln.
Von 1985 bis 1988 war er als Angestellter wieder bei der WGZ-Bank. 1988 wechselte er zur Commerzbank und arbeitete im Firmenkundengeschäft und seit 2001 als Gebietsfilialleiter in Bremen. Seit 2009 leitet Carl Kau die Filiale Bremen der Oldenburgischen Landesbank.
Er ist verheiratet und hat drei Kinder.

### Politik
Kau war CDU-Mitglied im Stadtbezirk Schwachhausen. Er war seit der Bürgerschaftswahl 2007 bis 2011 und von 2013 bis 2015 Mitglied in der Bremischen Bürgerschaft.
Dort war er vertreten im
Ausschuss für Angelegenheiten der Häfen im Lande Bremen,
Ausschuss für Integration, Bundes- und Europaangelegenheiten, internationale Kontakte und Entwicklungszusammenarbeit,
Haushalts- und Finanzausschuss (Land und Stadt),
Rechnungsprüfungsausschuss (Land und Stadt) sowie in der
städtischen Deputation für Wirtschaft, Arbeit und Häfen.
Er war Fraktionssprecher für Rechnungsprüfung.
Von 2011 bis Dezember 2014 war er Landesschatzmeister der CDU Bremen.

### „Katholischer Klartext“
Carl Kau, der sich selbst als „Kernkatholiken“ bezeichnet, ist Initiator der Online-Umfrage Katholischer Klartext. Ziel dieser Aktion ist es, den Verantwortlichen in der kath. Kirche die Meinung der Gläubigen widerzuspiegeln. Daher gibt es die Möglichkeit, auch über Reformvorschläge zur Veränderung der katholischen Kirche abzustimmen. Neben Fragen zur Mitbestimmung, Gleichberechtigung und Transparenz bei der Aufarbeitung von Missbrauchsfällen ist auch Thema, ob man zu einem temporären Kirchenaustritt bereit wäre, um der Forderung nach Reformen Ausdruck zu verleihen, und nach deren Verwirklichung wieder einzutreten. Die Ergebnisse der Umfragen sollen der Deutschen Bischofskonferenz vorgelegt werden. Die Internetseite www.katholischer-klartext.de wurde am 1. März 2021 freigeschaltet.